# Свободный Труд (Орловская область)
Свободный Труд — поселок в Кромском районе Орловской области в составе Кутафинского сельского поселения.

## География
Находится в центральной части Орловской области на расстоянии приблизительно 12 км на запад по прямой от районного центра поселка Кромы.

## История
В начале XX века поселок еще не отмечался на картах. На карте 1941 года уже отмечен был как поселение с 10 дворами.

## Население
Численность населения: 7 человек (русские 100 %) в 2002 году, 1 в 2010.